# Souza Aranha
Germano Máximo de Souza Aranha (o Sousa Aranha) fue un marino brasilero que se desempeñó en la Guerra del Brasil contra la República Argentina.

## Batalla de Juncal
El 12 de mayo de 1826 el almirante Rodrigo Pinto Guedes asumió en Montevideo, en reemplazo de Ferreira Lobo, el mando de las Fuerzas Navales Brasileñas en Operaciones en el Río de la Plata, más conocida como Escuadra del Sur.
Encargó al capitán James Norton el mando de una escuadra ("División Bloqueo") para cerrar definitivamente el puerto de Buenos Aires, otra al capitán Frederico Mariath con base en Colonia del Sacramento para reserva y otra al capitán Jacinto Sena Pereira ("Tercera División") con el mandato de operar por el norte, sobre el Río Uruguay de manera de cortar las líneas de abastecimiento de la fuerza expedicionaria argentina que operaba ya en la frontera de la Banda Oriental y promover la separación de las provincias del litoral.

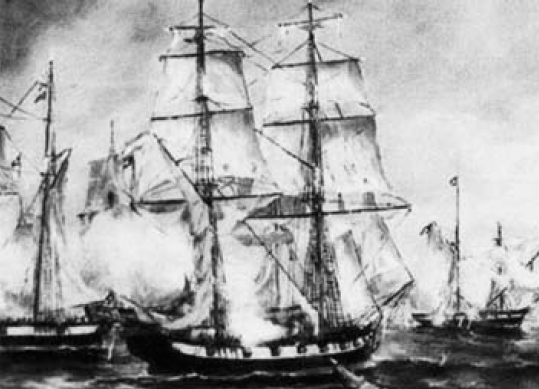
Batalla de Juncal.

El teniente Germano Máximo de Sousa Aranha al mando de la Goleta Itapoã fue asignado a la Tercera División. Cuando su escuadra empezó a bajar por el río Uruguay para encontrarse con Mariath, el comandante argentino Guillermo Brown salió a su encuentro y el 8 y 9 de febrero de 1827 en la batalla de Juncal la escuadra brasilera fue completamente destrozada, sobreviviendo solo dos de diecisiete buques.
Cuando la acción estaba perdida y su nave muy dañada el teniente Germano Máximo de Sousa Aranha ordenó evacuar la tripulación e incendiar el casco de la Goleta Itapoã.
De la Tercera División sólo dos cañoneras quedaban en operación al norte y se batían en retirada aguas arriba del Uruguay, acompañadas por tres pequeños yates, al mando del teniente Germano de Souza Aranha. Conducía hacinados en las pequeñas embarcaciones a 351 sobrevivientes, entre oficiales y tripulantes.
Finalizada rápidamente la reorganización de sus fuerzas y desaparecida la amenaza de la División Mariath, el 14 de febrero Brown volvió al río Uruguay en la Maldonado, y con otros seis buques salió en persecución de los sobrevivientes de Juncal.
Al arribar el 15 a Fray Bentos, Brown recibió la novedad de que Souza Aranha tras arrojar sus cañones por la borda había rendido sus barcos al gobernador de Entre Ríos. El almirante fondeó frente a Gualeguaychú y solicitó la entrega de las naves y los prisioneros. Las autoridades entrerrianas resistieron la entrega, considerando que debía primar la capitulación efectuada ante la Provincia, lo que Brown rechazó de plano, por lo que montó una operación combinada por tierra y agua que le permitió capturar las embarcaciones refugiadas.
Los prisioneros no fueron entregados, por lo que Souza Aranha pudo regresar a su patria.
Consta en los Anales del Parlamento Brasilero (Annaes do Parlamento Brazileiro) del 28 de mayo de 1866 un pedido de informes ante la demora injustificada en el pago de su pensión por viudez a la Sra. María Troncoso de Aranha, viuda del teniente Germano de Souza Aranha.